# Piłka ręczna na Igrzyskach Ameryki Południowej 2014
Turnieje piłki ręcznej na Igrzyskach Ameryki Południowej 2014 odbyły się w dniach 7–16 marca 2014 roku w chilijskim mieście Viña del Mar, zaś gospodarzem igrzysk było Santiago.
Była to czwarta edycja zawodów w piłce ręcznej w historii tej imprezy. Służyły one jednocześnie jako kwalifikacja do turnieju piłki ręcznej na Igrzyskach Panamerykańskich 2015 oraz Mistrzostw Ameryki Mężczyzn 2014.
Zawody zostały rozegrane w Gimnasio Polideportivo de Viña del Mar. Pięć żeńskich drużyn rywalizowało systemem kołowym, natomiast siedem męskich zespołów rywalizowało w pierwszej fazie w dwóch grupach, po czym nastąpiła faza pucharowa.
W obu turniejach końcowa kolejność na podium była identyczna – triumfowały reprezentacje Brazylii przed Argentyną i Chile. Medaliści turnieju uzyskali awans na Igrzyska Panamerykańskie 2015.

## Podsumowanie

### Klasyfikacja medalowa
| Klasyfikacja medalowa | Klasyfikacja medalowa | Klasyfikacja medalowa | Klasyfikacja medalowa | Klasyfikacja medalowa | Klasyfikacja medalowa |
| Miejsce               | Reprezentacja         | Złoto                 | Srebro                | Brąz                  | Razem                 |
| --------------------- | --------------------- | --------------------- | --------------------- | --------------------- | --------------------- |
| 1                     | Brazylia              | 2                     | 0                     | 0                     | 2                     |
| 2                     | Argentyna             | 0                     | 2                     | 0                     | 2                     |
| 3                     | Chile                 | 0                     | 0                     | 2                     | 2                     |
| Razem                 | Razem                 | 2                     | 2                     | 2                     | 6                     |

### Medaliści
| Konkurencja | 1. miejsce | 2. miejsce | 3. miejsce |
| ----------- | ---------- | ---------- | ---------- |
| Mężczyźni   | Brazylia   | Argentyna  | Chile      |
| Kobiety     | Brazylia   | Argentyna  | Chile      |

## Turniej mężczyzn

### Faza grupowa

#### Grupa A
| 8 marca 201419:00 | Argentyna | 26:24 | Chile | Gimnasio Polideportivo, Viña del Mar |
| 8 marca 201419:00 |           | 26:24 |       | Gimnasio Polideportivo, Viña del Mar |

| 10 marca 201419:00 | Chile | 31:23 | Kolumbia | Gimnasio Polideportivo, Viña del Mar |
| 10 marca 201419:00 |       | 31:23 |          | Gimnasio Polideportivo, Viña del Mar |

| 12 marca 201417:00 | Kolumbia | 15:39 | Argentyna | Gimnasio Polideportivo, Viña del Mar |
| 12 marca 201417:00 |          | 15:39 |           | Gimnasio Polideportivo, Viña del Mar |

#### Grupa B
| 8 marca 201415:00 | Brazylia | 36:19 | Wenezuela | Gimnasio Polideportivo, Viña del Mar |
| 8 marca 201415:00 |          | 36:19 |           | Gimnasio Polideportivo, Viña del Mar |

| 8 marca 201417:00 | Urugwaj | 29:20 | Paragwaj | Gimnasio Polideportivo, Viña del Mar |
| 8 marca 201417:00 |         | 29:20 |          | Gimnasio Polideportivo, Viña del Mar |

| 10 marca 201415:00 | Wenezuela | 30:17 | Paragwaj | Gimnasio Polideportivo, Viña del Mar |
| 10 marca 201415:00 |           | 30:17 |          | Gimnasio Polideportivo, Viña del Mar |

| 10 marca 201417:00 | Urugwaj | 19:37 | Brazylia | Gimnasio Polideportivo, Viña del Mar |
| 10 marca 201417:00 |         | 19:37 |          | Gimnasio Polideportivo, Viña del Mar |

| 12 marca 201415:00 | Brazylia | 41:14 | Paragwaj | Gimnasio Polideportivo, Viña del Mar |
| 12 marca 201415:00 |          | 41:14 |          | Gimnasio Polideportivo, Viña del Mar |

| 12 marca 201419:00 | Wenezuela | 18:20 | Urugwaj | Gimnasio Polideportivo, Viña del Mar |
| 12 marca 201419:00 |           | 18:20 |         | Gimnasio Polideportivo, Viña del Mar |

### Faza pucharowa

#### Mecze o miejsca 5–7
| 14 marca 201415:00 | Kolumbia | 24:34 | Paragwaj | Gimnasio Polideportivo, Viña del Mar |
| 14 marca 201415:00 |          | 24:34 |          | Gimnasio Polideportivo, Viña del Mar |

| 16 marca 201415:00 | Kolumbia | 19:26 | Wenezuela | Gimnasio Polideportivo, Viña del Mar |
| 16 marca 201415:00 |          | 19:26 |           | Gimnasio Polideportivo, Viña del Mar |

#### Mecze o miejsca 1–4
|  |                     |           |           |                     |    |           |           |       |
|  | Półfinały           | Półfinały | Półfinały |                     |    | Finał     | Finał     | Finał |
|  | Półfinały           | Półfinały | Półfinały |                     |    | Finał     | Finał     | Finał |
|  | 14 marca 2014 17:00 |           |           |                     |    |           |           |       |
|  |                     |           |           |                     |    |           |           |       |
|  | Argentyna           | Argentyna | 23        |                     |    |           |           |       |
|  | Argentyna           | Argentyna | 23        | 16 marca 2014 17:00 |    |           |           |       |
|  | Urugwaj             | Urugwaj   | 14        |                     |    |           |           |       |
|  | Urugwaj             | Urugwaj   | 14        |                     |    | Argentyna | Argentyna | 23    |
|  | 14 marca 2014 19:00 |           |           |                     |    | Argentyna | Argentyna | 23    |
|  |                     |           | Brazylia  | Brazylia            | 25 |           |           |       |
|  | Chile               | Chile     | Brazylia  | Brazylia            | 25 | 22        |           |       |
|  | Chile               | Chile     |           |                     |    |           |           |       |
|  | Brazylia            | Brazylia  | 33        |                     |    |           |           |       |
|  | Brazylia            | Brazylia  | 33        | Mecz o 3. miejsce   |    |           |           |       |
|  |                     |           |           |                     |    |           |           |       |
|  | 16 marca 2014 19:00 |           |           |                     |    |           |           |       |
|  |                     |           |           |                     |    |           |           |       |
|  | Urugwaj             | Urugwaj   | 21        |                     |    |           |           |       |
|  | Urugwaj             | Urugwaj   | 21        |                     |    |           |           |       |
|  | Chile               | Chile     | 27        |                     |    |           |           |       |
|  | Chile               | Chile     | 27        |                     |    |           |           |       |

| 14 marca 201417:00 | Argentyna | 23:14(16:14) | Urugwaj | Gimnasio Polideportivo, Viña del Mar |
| 14 marca 201417:00 |           | 23:14(16:14) |         | Gimnasio Polideportivo, Viña del Mar |

| 14 marca 201419:00 | Chile | 22:33(14:12) | Brazylia | Gimnasio Polideportivo, Viña del Mar |
| 14 marca 201419:00 |       | 22:33(14:12) |          | Gimnasio Polideportivo, Viña del Mar |

| 16 marca 201417:00 | Argentyna | 23:25(13:11) | Brazylia | Gimnasio Polideportivo, Viña del Mar |
| 16 marca 201417:00 |           | 23:25(13:11) |          | Gimnasio Polideportivo, Viña del Mar |

| 16 marca 201419:00 | Urugwaj | 21:27(14:7) | Chile | Gimnasio Polideportivo, Viña del Mar |
| 16 marca 201419:00 |         | 21:27(14:7) |       | Gimnasio Polideportivo, Viña del Mar |

### Klasyfikacja końcowa
| Miejsce | Reprezentacja | Uwagi                          |
| ------- | ------------- | ------------------------------ |
| złoto   | Brazylia      | awans: IP 2015, MAm 2014       |
| srebro  | Argentyna     | awans: IP 2015, MAm 2014       |
| brąz    | Chile         | awans: IP 2015, MAm 2014       |
| 4       | Urugwaj       | awans: kwalifikacje do IP 2015 |
| 5       | Wenezuela     | awans: MAm 2014                |
| 6       | Paragwaj      | -                              |
| 7       | Kolumbia      | -                              |

## Turniej kobiet

### Mecze
| 7 marca 201414:00 | Paragwaj | 17:26 | Argentyna | Gimnasio Polideportivo, Viña del Mar |
| 7 marca 201414:00 |          | 17:26 |           | Gimnasio Polideportivo, Viña del Mar |

| 7 marca 201416:00 | Chile | 27:33 | Urugwaj | Gimnasio Polideportivo, Viña del Mar |
| 7 marca 201416:00 |       | 27:33 |         | Gimnasio Polideportivo, Viña del Mar |

| 9 marca 201417:00 | Urugwaj | 24:32 | Paragwaj | Gimnasio Polideportivo, Viña del Mar |
| 9 marca 201417:00 |         | 24:32 |          | Gimnasio Polideportivo, Viña del Mar |

| 9 marca 201419:00 | Chile | 22:36 | Brazylia | Gimnasio Polideportivo, Viña del Mar |
| 9 marca 201419:00 |       | 22:36 |          | Gimnasio Polideportivo, Viña del Mar |

| 11 marca 201417:00 | Argentyna | 25:15 | Urugwaj | Gimnasio Polideportivo, Viña del Mar |
| 11 marca 201417:00 |           | 25:15 |         | Gimnasio Polideportivo, Viña del Mar |

| 11 marca 201419:00 | Brazylia | 35:8 | Paragwaj | Gimnasio Polideportivo, Viña del Mar |
| 11 marca 201419:00 |          | 35:8 |          | Gimnasio Polideportivo, Viña del Mar |

| 13 marca 201417:00 | Argentyna | 23:23 | Brazylia | Gimnasio Polideportivo, Viña del Mar |
| 13 marca 201417:00 |           | 23:23 |          | Gimnasio Polideportivo, Viña del Mar |

| 13 marca 201419:00 | Paragwaj | 17:28 | Chile | Gimnasio Polideportivo, Viña del Mar |
| 13 marca 201419:00 |          | 17:28 |       | Gimnasio Polideportivo, Viña del Mar |

| 15 marca 201417:00 | Urugwaj | 13:39 | Brazylia | Gimnasio Polideportivo, Viña del Mar |
| 15 marca 201417:00 |         | 13:39 |          | Gimnasio Polideportivo, Viña del Mar |

| 15 marca 201419:00 | Chile | 17:21 | Argentyna | Gimnasio Polideportivo, Viña del Mar |
| 15 marca 201419:00 |       | 17:21 |           | Gimnasio Polideportivo, Viña del Mar |

### Klasyfikacja końcowa
| Miejsce | Reprezentacja | Uwagi          |
| ------- | ------------- | -------------- |
| złoto   | Brazylia      | awans: IP 2015 |
| srebro  | Argentyna     | awans: IP 2015 |
| brąz    | Chile         | awans: IP 2015 |
| 4       | Urugwaj       | -              |
| 5       | Paragwaj      | -              |